# Sensenschmiede an der Palten

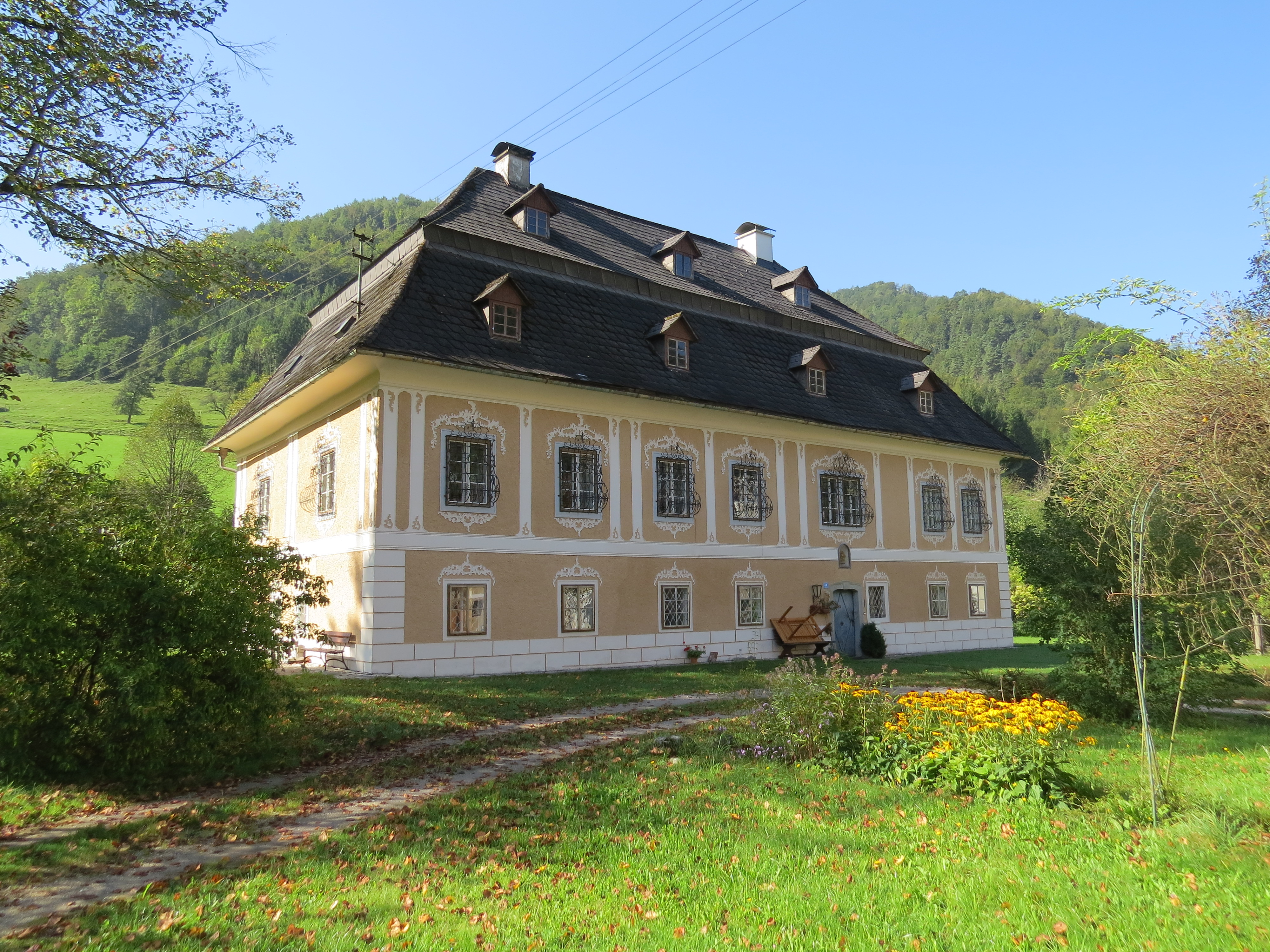
Herrenhaus der ehem. Sensenschmiedewerkstatt in der Palten

Die ehemalige Sensenschmiede an der Palten (Sensenschmiedwerkstatt an der Palten in der Garnweid) liegt in der Katastralgemeinde Ramsau in der Marktgemeinde Molln in Oberösterreich. 
Mehrere Gebäude des Ensembles stehen unter Denkmalschutz, wobei sich das Herrenhaus an der Adresse Ramsau Nr. 44 (früher Ramsau Nr. 91) befindet (Listeneintrag).
Die Sensenschmiede an der Palten gehörte neben den Schmieden Piesslinger und Zeitlinger in Gstad und dem Hammer in der „Strub“ (Blumau) zu den vier größten Sensenschmieden in Molln, die für das südlich gelegene Sengsengebirge namensgebend waren.
Das Österreichische Sensenschmieden ist seit 2013 als immaterielles Kulturerbe in Österreich anerkannt.

## Lage
Die ehemalige Sensenschmiede liegt am linken Ufers des Paltenbaches, eines Zuflusses der Steyr, am Fuße des Großen Spitzberges (Gipfelhöhe 1396 m ü. A.) bzw. des Kleinen Spitzberges (1366 m ü. A.). Sie befindet sich kurz nach der Biegung des Paltenbaches, wo sich das aus Süden von Hopfing herabfließende Gewässer nach Westen Richtung Frauenstein wendet.

## Geschichte
Die ersten Sensenschmiede wurden in Oberösterreich wahrscheinlich zur Zeit von Kaiser Maximilian I. tätig, als die Technologie zur Sensenherstellung vom Niederrhein in den Alpenraum gelangte. Schon vor 1555 war die Sensenschmiedezunft Kirchdorf-Micheldorf mit dem Zunft- und Fabrikszeichen „KM“ entstanden.
Im Forsturbar der Herrschaft Steyr aus dem Jahr 1615 ist von einem gewissen „Hannß Freiseisen Sengsschmitt am Paltenbach mit seiner Sengsenwerkstatt“ zu lesen. Da die Sensenschmiede im Forsturbar von 1583 noch nicht erwähnt wurde, dürfte die Schmiede an der Palten zwischen 1583 und 1615 entstanden sein.
In den 1880er-Jahren kam es zu größeren Absatzschwierigkeiten bei den Sensenerzeugern. Als die Schmiede an der Palten im Jahr 1899 auch noch unter einem großen Hochwasser zu leiden hatte, wurde der Betrieb eingestellt und die Hämmer in der Folgezeit abgetragen.

## Beschreibung
Insgesamt vier Gebäude der ehemaligen Sensenschmiede stehen unter Denkmalschutz.

### Herrenhaus
Der repräsentative zweigeschoßige Bau verfügt über ein Mansardwalmdach mit zwei Reihen Dachgaupen. Die Fenster des Obergeschoßes sind größer als jene des Erdgeschoßes. Sie sind mit prächtigen schmiedeeisernen, bauchigen Fensterkörben versehen und mit reichem Stuck im Stil des Rokoko geschmückt.
Auf einem aus Messing hergestellten Türschloss befindet sich die Jahreszahl 1768, die auf die Entstehungszeit des Gebäudes hinweisen könnte.

### Wirtschaftsgebäude
Das langgestreckte Wirtschaftsgebäude ist zweigeschoßig. Die quergelagerten rechteckigen Fenster deuten auf die Speicherräume hin. Im Erdgeschoß nimmt ein großer stichkappentonnengewölbter Stall den größten Raum ein. Der Bau dürfte in seinem Kern auf das 17. Jahrhundert zurückgehen. Die Fassadengestaltung stammt wohl aus dem 20. Jahrhundert. Der Stadel wurde im Jahr 1990 renoviert.

### Lusthaus
Das turmartige, zweigeschoßige Gartenhaus auf quadratischem Grundriss wird auch Güntherturm genannt. Es besitzt ein hohes Zeltdach. Besonders schön ist der Eingang des Obergeschoßes gestaltet, zu dem eine Stiegenrampe hinaufführt. Am gewölbten Vordach ist ein schmiedeeiserner Aufsatz mit der Jahreszahl 1806 und den Buchstaben JK und TK (Josef Koller und Theresia Koller) angebracht.

### Schmiedehaus
Das ehemalige Wohnhaus der Schmiede-Familien wurde im Jahr 1923 zum Schulhaus umgebaut (Listeneintrag).